# Twice as Much
Twice as Much was een Brits zangduo.

## Bezetting
- David (Dave) Skinner (geb. 4 juli 1946 in Londen)
- Andrew Rose (geb. 12 maart 1946, in Edgware).

## Geschiedenis
Het duo trad in 1965 op als folkduo in Londense clubs. In 1966 tekenden ze een contract bij Immediate Records van Andrew Loog Oldham, de manager van The Rolling Stones. Van 1966 tot 1968 publiceerde het duo platen bij Immediate. Qua stijl waren ze een zangduo als The Everly Brothers, Chad & Jeremy en Peter & Gordon. Alhoewel ze ook eigen songs schreven, bestond een groot deel van hun repertoire uit coverversies van eigentijdse hits in een door orkesten begeleide arrangementen in barok-popsound, onder andere van The Beatles, The Rolling Stones en The Small Faces. Hun grootste hit Sittin' on a fence was de cover van een door Mick Jagger en Keith Richards geschreven en tot dusver niet gepubliceerde song, die The Rolling Stones in 1965 hadden opgenomen, maar die ze pas in 1967 op hun Amerikaans album Flowers uitbrachten. In Nederland lukte Twice as Much met de eigen compositie True Story een volgende hit.
Na 1968 raakten beide muzikanten het spoor bijster. Skinner verscheen in 1972 bij de band Uncle Dog (met zangeres Carol Grimes en gitarist/bassist John Porter), voor wiens album Old Hat hij de meeste songs schreef. Hij speelde samen met Porter voor Bryan Ferry op diens eerste soloalbum These Foolish Things. Gelijktijdig was hij van 1973 tot 1977 lid van de band Clancy. Met Phil Manzanera was hij actief in het 801-project en in 1979 was hij toetsenist tijdens een tournee van Roxy Music. Sinds 1982 woont hij als muziekproducent, songwriter en componist van filmmuziek in Sydney.

## Discografie

### Singles
Immediate Records
- 1966: Sittin' on a fence / Baby I Want You
- 1966: Step out of Line / Simplified
- 1966: True Story / You're So Good for Me
- 1967: Crystal Ball / Why Can't They All Go and Leave Me Alone

### Albums
Immediate Records
- 1967: Own Up
- 1968: That's All
- 1999: Sittin' on a Fence: The Immediate Anthology (compilatie)

### NPO Radio 2 Top 2000
| Nummers met noteringen in de NPO Radio 2 Top 2000 | '99  | '00  | '01  | '02  | '03 | '04  | '05  | '06 | '07  | '08  |
| ------------------------------------------------- | ---- | ---- | ---- | ---- | --- | ---- | ---- | --- | ---- | ---- |
| Sittin' on a Fence                                | 1579 | 1472 | -    | 1875 | -   | 1492 | 1992 | -   | 1838 | 1996 |
| True Story                                        | 1298 | -    | 1735 | 1726 | -   | -    | 1932 | -   | -    | -    |

1. ↑  Een '-' betekent dat het nummer niet was genoteerd en een vetgedrukt getal geeft de hoogste notering van een nummer aan.
2. ↑  Deze tabel is bijgewerkt tot en met de laatste editie (2024).